# Football Club Sélestat
Le FC Sélestat est un club de football français basé à Sélestat. Fondé en 1912 sous le nom de SV Schlettstadt, alors que la ville portait le nom de Schlettstadt, dans la mesure où l'Alsace était allemande, le SC Sélestat fut un club important en Alsace durant l'entre-deux-guerres, où il remporte deux titres.

## Histoire
Durant la guerre franco-prussienne de 1870, les territoires de l'Alsace et une partie de la Lorraine ont été cédés à l'Empire allemand, où ils formaient le Reichsland Elsass-Lothringen. Le SV Schlettstadt était issu de la fusion de deux clubs sélestaviens: le Schlettstadter Fußball-Klub 1906 et le Fußball-Klub Sport Schlettstadt, et était alors un club qui ne parvenait pas à se distinguer en championnat.
Les territoires disputés revinrent à la France après la Première Guerre mondiale et Schlettstadt rejoint les compétitions françaises en 1920 sous le nom de Sportclub Sélestat, au plus haut niveau régional : en Division d'Honneur Alsace. L'équipe réussit à décrocher le titre en 1920 et 1922 et participa à la Coupe de France de football en 1920-1921. Ils firent d'autres apparitions en Coupe de France dans les années 1920-1930.
Les nouvelles installations sportives du club sont inaugurées en grande pompe devant de nombreux officiels. Parmi eux figurent Jules Rimet (président de la FIFA et de la FFFA), le général Maréchal, le sous-préfet Bastier, Lazare Weiler (sénateur du Bas-Rhin), Auguste Stoffel (maire de Sélestat) ou encore Joachim Bloch et Charles Belling (respectivement présidents du FC Mulhouse et du RC Strasbourg). La journée sportive, qui comporte des épreuves d'athlétisme et de basket-ball, s'achève par une rencontre de football opposant le SC Sélestat à une sélection anglaise composée d'éléments de la British Army of the Rhine. Le SCS s'incline alors par 4 buts à 2.
La région a été reconquise par l'Allemagne nazie en 1940 et le SV Schlettstadt retrouva sa place dans le football allemand et participe à la première édition de la Gauliga Elsass, premier échelon footballistique alsacien, en 1940. L'équipe termina la saison à la dernière place et fut relégué, mais réussit rapidement à récupérer sa place parmi l'élite. Ils endossèrent le costume des perdants durant les tours préliminaires de la Tschammerspokal, ancêtre de la DFB-Pokal (coupe d'Allemagne) en 1941, et ensuite réalisèrent des performances décevantes en championnat régulier durant les deux années suivantes. La saison 1944-1945 de la Gauliga Oberelsass n'a jamais pu commencer, dans la mesure où les armées alliées commencèrent à avancer en territoire allemand. Le club recommença à jouer en championnat français après la guerre sous l'appellation « SC Sélestat ».
Jusqu'en 1947, le club participe à la DH Alsace 67. Il fait parler de lui pour la dernière fois lorsqu'il remporte la coupe d'Alsace, en 1961-1962. Aujourd'hui, le club évolue en Promotion A, équivalent de la dixième division, après leur promotion au printemps 2015.

## Palmarès et résultats sportifs

### Titres et trophées
| Compétitions nationales                                                                                                 | Compétitions régionales | Compétitions locales |
| --- | --- | --- |
| - Coupe de France de football - 32e de finale : 1920-1921, 1930-1931, 1935-1936. - 16e de finale : 1922-1923,1925-1926. | - Division d'honneur Alsace (1er niveau régional) - Champion en 1920 et 1922 - Deuxième en 1925 (Groupe B). - Beziksliga (deuxième niveau de Gauliga) - Champion (Basse-Alsace): 1942 - Coupe d'Alsace de football - Champion: 1962. | - Division 1 Départementale (1er niveau de district) - Données inconnues - Division 2 Départementale (2e niveau de district) - Données inconnues - Division 3 Départementale (3e niveau de district) - Données inconnues |

### Bilan par saison
| Saison  | Div.      | Clas. | M.J. | Vic. | Nuls | Déf. | B.P. | B.C. | D.B. | Coupe de France | Coupe d'Alsace |
| ------- | --------- | ----- | ---- | ---- | ---- | ---- | ---- | ---- | ---- | --------------- | -------------- |
| 1919-20 | DH Alsace | 1er   | 14   | 13   | 0    | 1    |      |      |      |                 |                |
| 1920-21 | DH Alsace | 3e    | 10   | 6    | 0    | 4    | 14   | 12   | 2    | 32e de finale   |                |
| 1921-22 | DH Alsace | 1er   | 14   | 10   | 2    | 2    |      |      |      |                 |                |
| 1922-23 | DH Alsace | 5e    | 18   | 9    | 5    | 4    | 36   | 28   | -12  |                 |                |
| 1923-24 | DH Alsace | 7e    | 18   | 6    | 2    | 10   | 20   | 27   | -7   |                 |                |
| 1924-25 | DH Alsace | 2e    | 10   | 6    | 1    | 3    | 11   | 8    | 3    |                 |                |
| 1925-26 | DH Alsace | 5e    | 12   | 4    | 4    | 4    | 16   | 17   | -1   | 16e de finale   |                |
| 1926-27 | DH Alsace | 5e    | 12   | 3    | 1    | 8    | 15   | 24   | -9   |                 |                |

| Saison  | Div.        | Clas. | M.J. | Vic. | Nuls | Déf. | B.P. | B.C. | D.B. | Coupe de France | Coupe d'Alsace |
| ------- | ----------- | ----- | ---- | ---- | ---- | ---- | ---- | ---- | ---- | --------------- | -------------- |
| 2007-08 | Promotion   | 12e   | 22   | 2    | 5    | 15   | 18   | 47   | -29  |                 |                |
| 2008-09 | Div. 1 Dep. | nc    | 31   | 9    | 7    | 15   | 26   | 47   | -21  | 1er tour        | 3e tour        |
| 2009-10 | Div. 2 Dep. | nc    |      |      |      |      |      |      |      | 1er tour        |                |
| 2010-11 | Div. 2 Dep. | 4e    | 22   | 11   | 5    | 6    | 40   | 22   | +18  | 2e tour         | 3e tour        |
| 2011-12 | Div. 2 Dep. |       |      |      |      |      |      |      |      | 2e tour         |                |
| 2012-13 |             |       |      |      |      |      |      |      |      |                 |                |
|         |             |       |      |      |      |      |      |      |      |                 |                |
|         |             |       |      |      |      |      |      |      |      |                 |                |
|         |             |       |      |      |      |      |      |      |      |                 |                |
|         |             |       |      |      |      |      |      |      |      |                 |                |
| 2017-18 | Prom H      | 3e    | 22   | 12   | 3    | 7    | 62   | 30   | 32   | 2e tour         |                |
| 2018-19 | REG 3       | 1er   | 22   | 13   | 3    | 6    | 43   | 21   | +22  | 1er tour        | 1er tour       |
| 2019-20 | REG 2       | 12e   | 1    | 0    | 0    | 1    | 0    | 2    | -2   | en cours        | en cours       |

### Historique du logo

Ancien logo du SC Sélestat
Ancien logo.
Logo actuel.